# 昭和新纂国訳大蔵経
昭和新纂国訳大蔵経（しょうわしんさんこくやくだいぞうきょう）は、大乗仏教の漢訳大蔵経を日本語訳した大蔵経（一切経）の1つ。漢訳仏典の中から、日本の各宗派と関連が深い主要な仏典を選んで編纂・日本語訳している。初版は東方書院によって1930年から1939年に刊行された。この版は2016年現在、大部分が国立国会図書館デジタルコレクションで公開されている。
現在は大法輪閣がオンデマンド版の販売をしている。

## 構成
経典部が12巻、論律部が12巻、宗典部が22巻、解説部が2巻の、全48巻から成る。
- 経典部 --- 全12巻
  - 第1巻 - 法華三部経・ほか五経
  - 第2巻 - 浄土三部経・ほか七経
  - 第3巻 - 般若経 第一
  - 第4巻 - 般若経 第二・金光明経
  - 第5巻 - 涅槃経 第一
  - 第6巻 - 涅槃経 第二・仏遺教経・維摩経
  - 第7巻 - 楞伽経・首楞厳経・円覚経
  - 第8巻 - 真言三部経・解深密経
  - 第9巻 - 華厳経 第一
  - 第10巻 - 華厳経 第二
  - 第11巻 - 華厳経 第三
  - 第12巻 - 因果経・仏所行讃・法句経

- 論律部 --- 全12巻
  - 第1巻 - 倶舎論 第一
  - 第2巻 - 倶舎論 第二・入阿毘達磨論・異部宗輪論
  - 第3巻 - 大智度論 第一
  - 第4巻 - 大智度論 第二
  - 第5巻 - 大智度論 第三
  - 第6巻 - 大智度論 第四
  - 第7巻 - 大智度論 第五
  - 第8巻 - 大智度論 第六・中論・百論・十二門論
  - 第9巻 - 成唯識論・大乗起信論・ほか三書
  - 第10巻 - 四分律 第一
  - 第11巻 - 四分律 第二
  - 第12巻 - 四分律 第三

- 宗典部 --- 全22巻
  - 第1巻 - 天台宗聖典
  - 第2巻 - 真言宗聖典
  - 第3巻 - 浄土宗聖典
  - 第4巻 - 真宗聖典
  - 第5巻 - 曹洞宗聖典
  - 第6巻 - 臨済宗聖典
  - 第7巻 - 日蓮宗聖典
  - 第8巻 - 華厳宗・法相宗・律宗・融通念仏宗・時宗聖典
  - 第9巻 - 日本支那浄土門聖典
  - 第10巻 - 日本支那聖道門聖典
  - 第11巻 - 法華玄義
  - 第12巻 - 法華文句
  - 第13巻 - 摩訶止観
  - 第14巻 - 華厳経探玄記 第一
  - 第15巻 - 華厳経探玄記 第二
  - 第16巻 - 華厳経探玄記 第三
  - 第17巻 - 華厳五教章・十住心論・三論玄義
  - 第18巻 - 法苑義林章
  - 第19巻 - 大乗義章 第一
  - 第20巻 - 大乗義章 第二
  - 第21巻 - 大乗義章 第三
  - 第22巻 - 信心銘義解・六祖法宝壇経・伝心法要・宏智頌古・人天眼目・博山警語・天台菩薩戒疏

- 解説部 --- 全2巻
  - 第1巻 - 仏像解説
  - 第2巻 - 仏典解説